# Мечелом

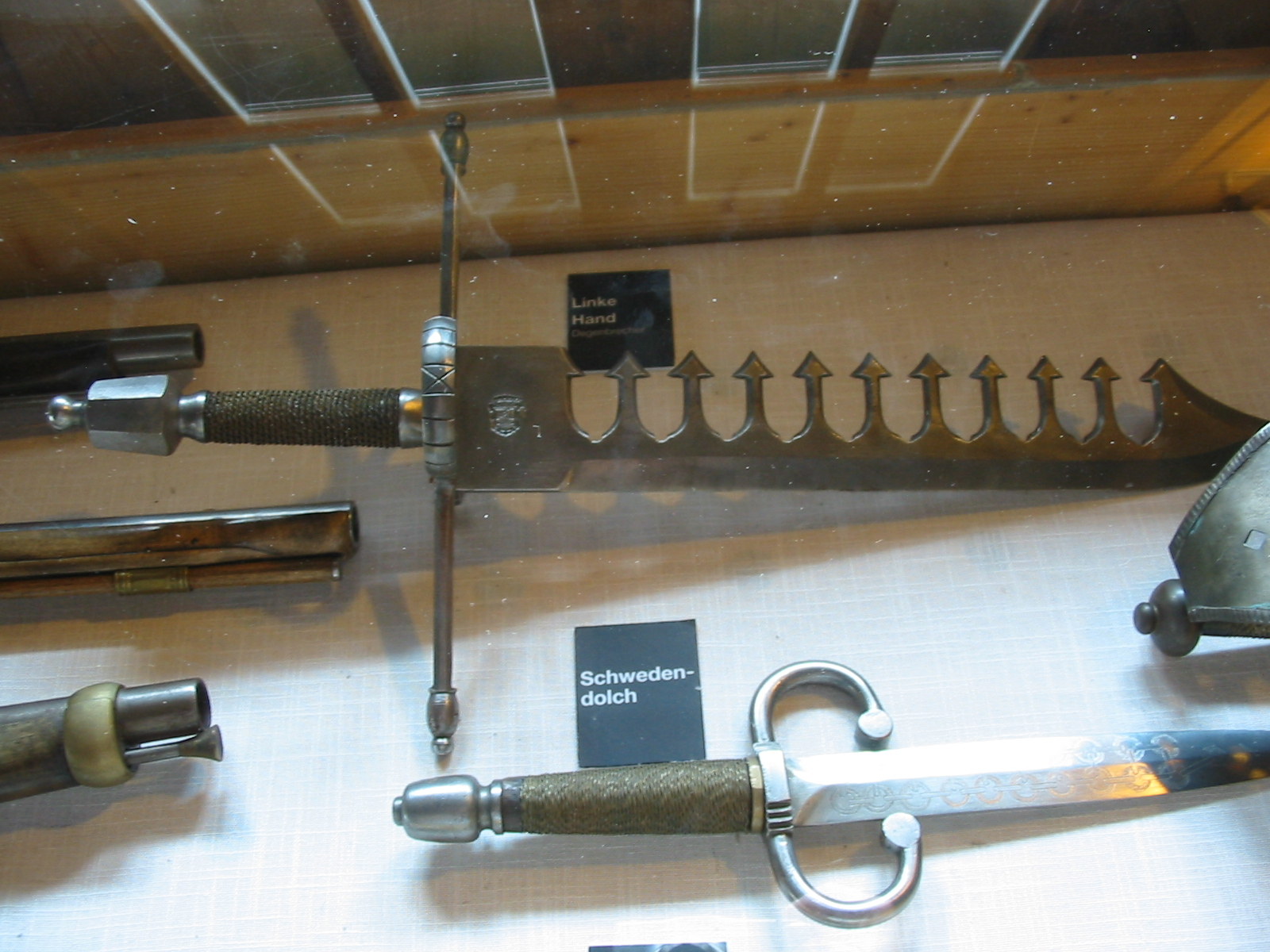
Мечелом

Мечелом или шпаголоматель (англ. schematics, swordbreaker, нем. Degenbrecher, фр. dentaire, фр. brise-épées) — западноевропейский кинжал XV—XVII веков, отличается большими глубокими зубцами вдоль одной стороны клинка, напоминающими гребёнку, которые образовывали ловушку, предназначенную для захвата оружия противника: меча, шпаги, рапиры. Использовался как кинжал для левой руки при фехтовании в паре с рапирой или одноручным мечом. Большого распространения это оружие не имело из-за сложной техники владения и малой пригодности как собственно кинжала.
Аналогичная терминология применяется также к функционально схожим элементам конструкции другого клинкового оружия, а также некоторых типов щитов. В конце XX века в литературе также используется термин франкский крюк. В последующей литературе этот термин больше не обнаруживается.

## Конструкция
Кинжалы имеют клинки с параллельными краями, слегка суживающиеся к концу или иволистной формы. Зубцы-захваты прорезают клинок до середины или даже глубже. Зубцы могли быть выполнены в разных вариантах: в виде прямых иногда закруглённых на концах стержней; как различного вида округлые выемки; с зубцами, снабжёнными треугольными или шипастыми наконечниками; с односторонними треугольными наконечниками; с маленькими треугольными поворотными подпружиненными фиксаторами там же. Три последних приспособления затрудняли возможность клинку противника освободиться от захвата. Довольно широкие пазы часто на дне имеют дополнительные небольшие прорези.
Кинжал снабжался гардой в виде длинных стержней, прямых, отогнутых кверху или S-образных. Часто, на таких кинжалах — как и на кинжалах дагах — на гарде имелось боковое кольцо, расположенное перпендикулярно клинку. Элементы гарды могли быть выполнены также ажурными. Иногда орнаментировалась плоскость клинка.

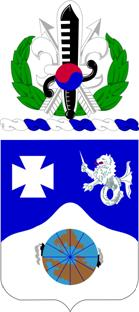
Шпаголом на гербе 23 пехотного полка США

## Применение
Некоторые исследователи полагают, что такая конструкция вряд ли даёт возможность сломать клинок противника. Однако зубцы вполне могли помочь поймать клинок и даже вырвать его из руки.
Назначение бокового кольца не совсем понятно. Оно могло иметь следующие функции: защита наружной стороны ладони, туда мог помещаться большой палец для придания большего усилия в момент слома или выкручивания захваченного оружия противника, для избежания выскальзывания при ношении за поясом, для создания единого стиля гарнитуры с основным оружием владельца.
Есть мнение, что все известные экземпляры данного оружия являются подделками. Тем не менее, на некоторых из них имеются следы мощных деформирующих воздействий.